# Jack Lemmon

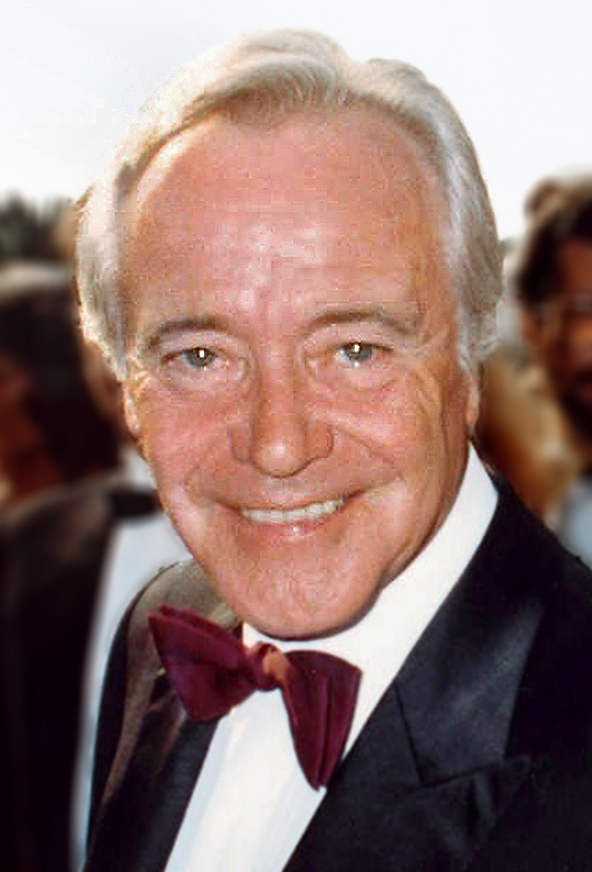
Jack Lemmon (1988)

John Uhler „Jack“ Lemmon III (* 8. Februar 1925 in Newton, Massachusetts; † 27. Juni 2001 in Los Angeles, Kalifornien) war ein US-amerikanischer Schauspieler. Lemmon wurde als Komödiant in Billy Wilders Filmen Manche mögen’s heiß und Das Appartement bekannt. Mit Walter Matthau bildete er jahrzehntelang eines der beliebtesten Komikerduos. Er wurde zweimal als Charakterdarsteller mit dem Oscar ausgezeichnet. Lemmon, der sich auch als Musiker betätigte, zählt zu den renommiertesten und meistausgezeichneten Filmschauspielern.

## Leben und Werk

### 1925 bis 1959: Jugend, erste Erfolge und Durchbruch
Jack Lemmon wurde in einem Aufzug des Newton-Wellesley-Hospitals in Newton, einem Vorort von Boston, geboren. Er war das einzige Kind seiner Eltern Mildred Burgess LaRue (1896–1967) und John Uhler Lemmon jr. (1893–1962). Nach dem High-School-Abschluss 1943 an der Phillips Academy in Andover diente Lemmon bis zum Ende des Zweiten Weltkriegs bei der US-Marine, zuletzt als Ensign auf dem Flugzeugträger Lake Champlain. Ab 1945 studierte er an der Harvard-Universität, wo er als Vorsitzender der Studentenverbindung Hasty Pudding Club tätig war und sich in der Theatergruppe Hasty Pudding Theatricals engagierte. Gegen den Willen seines Vaters entschied sich Lemmon 1947, Schauspieler zu werden, und ging nach New York. Dort arbeitete er als Klavierspieler in Piano-Bars und trat in kleineren Rollen an diversen Theatern auf (unter anderem am Broadway). Nebenbei moderierte er eine lokale Radiosendung.
Ab 1949 trat Lemmon als Darsteller in Fernsehserien auf, wie zum Beispiel in That Wonderful Guy, Heaven for Betsy und The Road of Life. 1954 hatte er in Die unglaubliche Geschichte der Gladys Glover unter Regie von George Cukor sein Leinwanddebüt. Er spielte darin einen jungen Dokumentarfilmer, der sich in eine Frau verliebt, deren zunehmende Berühmtheit um der Berühmtheit willen ihm auf die Nerven geht. Bereits seine vierte Filmrolle in Keine Zeit für Heldentum (1955) brachte Lemmon – der hier neben Henry Fonda und James Cagney auftrat – den ersten Oscar als bester Nebendarsteller ein. In dem im Zweiten Weltkrieg spielenden Militärdrama agierte der Darsteller als Ensign auf einem Marinefrachter. Der Film begründete Lemmons Filmkarriere. 1958 moderierte er gemeinsam mit Bob Hope die Oscarverleihung. 1963, 1971 und 1985 übernahm er diese Aufgabe erneut. Ebenfalls 1958 veröffentlichte er sein erstes Album A Twist Of Lemmon: Jack Lemmon Plays And Sings. Seine musikalische Karriere blieb eher unbekannt, Alben wie Some Like It Hot (1959) und Plays Piano Selections From Irma La Douce (1963) folgten.
In der Komödie Meine Braut ist übersinnlich (1958) agierte Lemmon noch in der zweiten Reihe hinter den etablierten Top-Stars James Stewart und Kim Novak, bevor ihm 1959 der endgültige Durchbruch in Hollywood gelang. Star-Regisseur Billy Wilder wählte ihn für seine Komödie Manche mögen’s heiß als dritten Hauptdarsteller neben Tony Curtis und Marilyn Monroe aus. Lemmon und Curtis waren als harmlose Musiker zu sehen, die sich, da von der Mafia gejagt, als Frauen verkleiden müssen, weshalb es zu aberwitzigen Verwicklungen und Missverständnissen kommt. Die für die damalige Zeit sehr gewagte Geschlechterfarce wurde zu einem Kassenerfolg und einem Klassiker der Filmkomödie.

### 1959 bis 1969: Komödien und erste Zusammenarbeit mit Wilder und Matthau
1959 agierte Lemmon in der zeittypischen Komödie Mit mir nicht, meine Herren neben Doris Day. Während der 1960er-Jahre trat er regelmäßig in ähnlich gelagerten Filmen auf – so 1962 in Noch Zimmer frei, 1963 in Ein Ehebett zur Probe, 1964 in Leih mir deinen Mann, 1965 in Wie bringt man seine Frau um? oder 1967 in Versuch’s doch mal mit meiner Frau.
Lemmon schuf in der Zusammenarbeit mit Regisseur Billy Wilder während der 1960er und 1970er Jahre zahlreiche Klassiker. 1960 drehte er unter Wilders Regie die Satire Das Appartement, in der Lemmon als kleiner Büroangestellter agiert, der sein Appartement an seine unmoralischen Vorgesetzten für deren geheime Schäferstündchen verleiht, was ihm diese mit Beförderungen danken. Für beide Wilder-Filme erhielt Lemmon einen Golden Globe als bester Hauptdarsteller in einer Komödie sowie jeweils eine Oscar-Nominierung als bester Hauptdarsteller. Nachdem sich Lemmon als Komödiant etabliert hatte, gelang es ihm 1962, sich auch als dramatischer Schauspieler durchzusetzen. In dem Drama Die Tage des Weines und der Rosen von Blake Edwards spielte er einen Mann, dessen Leben durch seine Alkoholsucht ruiniert wird. Der Film brachte Lemmon eine weitere Oscar-Nominierung ein.
Für Das Mädchen Irma la Douce arbeitete Lemmon 1963 erneut mit Regisseur Billy Wilder und Shirley MacLaine, seiner Partnerin aus Das Appartement, zusammen. Als Pariser Polizist verliebt sich Lemmon in eine Prostituierte und versucht, sie auf den rechten Weg zurückzubringen. In Der Glückspilz, Lemmons viertem Film unter der Regie von Billy Wilder, stand der Schauspieler 1965 erstmals mit Walter Matthau vor der Kamera. Matthau verkörperte in diesem Film einen skrupellosen Winkeladvokaten, der seinen widerstrebenden Schwager (Lemmon) zu einem Versicherungsbetrug überredet, und erhielt für seine Darstellung einen Oscar. Mit dieser Gesellschaftssatire etablierten sich Lemmon und Matthau als führendes Komödiantenduo in Hollywood. Die beiden Darsteller, die privat eng befreundet waren, traten bis 2000 elfmal zusammen auf.
1965 war Lemmon auch in der Slapstick-Komödie Das große Rennen rund um die Welt zu sehen. Hier verkörperte er den heimtückischen Bösewicht des Films, Professor Fate, der im Jahr 1907 bei einem Autorennen um die Welt seinen Konkurrenten sabotiert. In Ein seltsames Paar kam es 1968 zu einer erneuten Zusammenarbeit von Jack Lemmon und Walter Matthau. Im Film geht es darum, dass ein von seiner Frau verlassener Ordnungsfanatiker (Lemmon) bei seinem Freund (Matthau), einem chaotischen Sportreporter, einzieht, der seine Wohnung verkommen lässt. Die Neil-Simon-Komödie wurde zu einem durchschlagenden Erfolg an der Kinokasse und zog sogar eine TV-Serie nach sich, in der allerdings nicht Lemmon und Matthau zu sehen waren, sondern Tony Randall in der Rolle des Ordnungsfanatikers und Jack Klugman als dessen Freund.

### 1970 bis 1979: Erfolge als Charakterdarsteller in Tragikomödien
Neil Simon schrieb auch die Vorlage zu Nie wieder New York (1970), in dem ein Ehepaar aus der Provinz (Lemmon und Sandy Dennis) haarsträubende Abenteuer im fremden New York erlebt. Der Film stellte das moderne Großstadtleben in betont satirischer Überspitzung dar. 1971 inszenierte Lemmon seinen einzigen Film als Regisseur. Opa kann’s nicht lassen zeigt den Hauptdarsteller Walter Matthau als grantigen Rentner, der eine junge Babysitterin bei sich aufnimmt. Der Film war kein kommerzieller Erfolg. Da Lemmon sich bei der Regiearbeit nicht wohlfühlte, hat er nie mehr Regie geführt.
1972 arbeitete Lemmon bei dem Film Avanti, Avanti! zum fünften Mal mit seinem Stammregisseur Billy Wilder zusammen. Er agierte hier als amerikanischer Industrieller, dessen konservative Lebenseinstellung bei einem Aufenthalt auf der Insel Ischia infrage gestellt wird. Der verheiratete Republikaner beginnt eine Affäre mit einer jungen Engländerin.
In der bissigen Tragikomödie Save the Tiger war Jack Lemmon 1973 als Manager in einer Lebenskrise zu sehen. Die Rolle brachte dem Darsteller seinen zweiten Oscar, diesmal in der Kategorie „Bester Hauptdarsteller“. Er war damit der erste Schauspieler, der einen Oscar sowohl als Nebendarsteller (Keine Zeit für Heldentum) als auch als Hauptdarsteller erhielt. 1974 agierte Lemmon in Extrablatt, einer Satire aufs Zeitungsmilieu, erneut unter der Regie von Billy Wilder und an der Seite von Walter Matthau. Starreporter Hildy Johnson (Lemmon) will im Chicago von 1929 seinen Job aufgeben und heiraten, was seinen skrupellos-durchtriebenen Chefredakteur Walter Burns (Matthau) mit fiesen Tricks zu verhindern sucht, um den fähigen Hildy seinem Blatt zu erhalten.
1974 spielte Lemmon in Das Nervenbündel (Drehbuch Neil Simon) einen New Yorker Angestellten, der zum Nervenwrack mutiert, nachdem er entlassen worden ist. In dem zeittypischen Katastrophenfilm Verschollen im Bermuda-Dreieck (1977), der mit zahlreichen Stars besetzt ist, stellt er einen Flugkapitän dar, dessen Maschine ins Meer stürzt. 1979 spielte Lemmon in Das China-Syndrom die Rolle des technischen Leiters eines Atomkraftwerks, in dem es beinahe zu einer Katastrophe kommt und der erkennen muss, dass die Konzernleitung aus Kostengründen an den Sicherheitsvorkehrungen gespart hat. Der Film bekam Aufmerksamkeit, nachdem es kurz nach dem Filmstart im Kernkraftwerk Three Mile Island zu einem Reaktorunfall gekommen war. Lemmon erhielt für seine Darstellung seine sechste Oscar-Nominierung.

### 1980 bis 2001: Späte Karriere und Tod
Für das Drama Ein Sommer in Manhattan (1980), in dem Lemmon als Todkranker sein Leben rekapituliert, erhielt der Darsteller eine erneute Oscar- und Golden-Globe-Nominierung. 1981 arbeitete er für Buddy Buddy zum siebten und letzten Mal mit Billy Wilder zusammen, der mit diesem Film seine Regiekarriere beendete. Die schwarze Komödie, ein Remake des französischen Films Die Filzlaus, zeigt den Darsteller als verhinderten Selbstmordkandidaten, der einem Profikiller (Walter Matthau) den letzten Nerv raubt. Nach allgemeinem Tenor konnte der Film nicht an die Qualität früherer Wilder-Filme anknüpfen.
Seine politisch engagierteste Rolle spielte Jack Lemmon in dem Film Vermißt (1982) unter der Regie von Costa-Gavras. Er stellte Ed Horman dar, einen US-Amerikaner, der sich nach dem Sturz des demokratisch gewählten Präsidenten Salvador Allende in Chile auf die Suche nach seinem vermissten Sohn Charlie macht. In diesem Film wird die Rolle der USA und deren Geheimdienst CIA beim Putsch in Chile 1973 äußerst kritisch beleuchtet. Der Film ist eng an den authentischen Fall des US-Journalisten Charles Horman angelehnt, der von den chilenischen Militärs 1973 ermordet wurde, vermutlich mit Wissen lokaler Vertreter des Geheimdiensts CIA. Für diesen Film erhielt Jack Lemmon seine dritte Oscar-Nominierung in nur vier Jahren. Bei den Filmfestspielen von Cannes bekam er 1979 und 1982 die Auszeichnung als bester Schauspieler.
Nach diesen Erfolgen und nachdem er zweieinhalb Jahrzehnte lang zu den führenden Hollywood-Stars gezählt hatte, wurde es etwas ruhiger um ihn. Er war in Filmen wie Macaroni (1985, neben Marcello Mastroianni), That’s Life! So ist das Leben (1986) oder Dad (1989) zu sehen und spielte Nebenrollen in Oliver Stones epischem Film JFK – Tatort Dallas (1991) und in Robert Altmans Episodendrama Short Cuts (1992). 1988 wurde Jack Lemmon für sein Lebenswerk der Life Achievement Award des American Film Institute verliehen. 1991 erhielt er den Golden Globe Award für sein Lebenswerk (Cecil B. deMille Award). Neben seiner Karriere als Schauspieler betätigte er sich einige Jahre auch als Musiker. 1992 spielte Lemmon in dem Drama Glengarry Glen Ross einen gealterten Immobilienmakler, der verzweifelt versucht, sich mit neuen Vertragsabschlüssen gegenüber seinen Kollegen/Konkurrenten zu profilieren. Der mit hochkarätigen Darstellern (u. a. Al Pacino, Ed Harris, Kevin Spacey) besetzte Film wurde von der Kritik gelobt, war aber kein Kassenerfolg.
Mit der Erfolgskomödie Ein verrücktes Paar begann 1993 die letzte Phase in Lemmons langer Karriere. Der Film vereinte ihn erneut mit seinem Langzeitpartner Walter Matthau. Die beiden Schauspielveteranen waren wie gewohnt als notorische Streithähne zu sehen, die hier unter anderem um die Gunst einer schönen Nachbarin (Ann-Margret) konkurrieren. In der Fortsetzung Der dritte Frühling – Freunde, Feinde, Fisch & Frauen nahmen Lemmon und Matthau 1995 ihre Rollen wieder auf. 1996 erhielt Jack Lemmon bei den Filmfestspielen von Berlin für sein herausragendes Lebenswerk den Goldenen Ehrenbär. 1997 spielte Lemmon im Remake von Die 12 Geschworenen die bekannte Henry-Fonda-Rolle als Geschworener Nr. 8, wofür er von vielen Kritikern gelobt wurde. In den Komödien Tango gefällig (1997) und Immer noch ein seltsames Paar (1998), der Fortsetzung ihres Erfolgsfilms von 1968, standen Lemmon und Matthau ein letztes Mal gemeinsam vor der Kamera. Lemmon beendete mit diesen Filmen seine Kinokarriere und war bis zu seinem Tod nur noch in einigen Fernsehfilmen zu sehen. 2000 war er in einer nicht im Abspann aufgeführten Minirolle als Erzähler in Die Legende von Bagger Vance zu sehen und zu hören.
Jack Lemmon starb am 27. Juni 2001 im Alter von 76 Jahren an Blasenkrebs. Er wurde auf dem Westwood Village Memorial Park Cemetery in unmittelbarer Nähe zu seinem langjährigen Freund Walter Matthau beerdigt, der fast auf den Tag genau ein Jahr zuvor verstorben war. Seit 1962 war Lemmon mit Felicia Farr verheiratet, mit der er eine Tochter (Courtney) hatte. Aus erster Ehe mit Cynthia Stone (1950–1956) ging sein Sohn Chris Lemmon hervor.

## Synchronsprecher
Für das deutschsprachige Publikum wurde Jack Lemmon während seiner gesamten Filmkarriere fast immer von dem deutschen Schauspieler Georg Thomalla synchronisiert – er sprach Lemmon von 1955 bis 1998 und lieh ihm in 42 Filmen die Stimme (andere Sprecher waren Klaus Havenstein, Harald Juhnke oder Holger Hagen). Zu einer ersten Begegnung zwischen den beiden Schauspielern kam es, als Thomalla Jack Lemmon 1996 den Goldenen Bären überreichte und aus diesem Anlass die Laudatio auf Lemmon hielt. Thomalla verstarb 1999; die letzten drei Synchronarbeiten für Lemmon wurden von anderen Sprechern übernommen. Eine Übersicht aller deutschen Jack-Lemmon-Synchronsprecher enthält die Deutsche Synchronkartei.

## Filmografie (Auswahl)
- 1949: That Wonderful Guy (Fernsehserie)

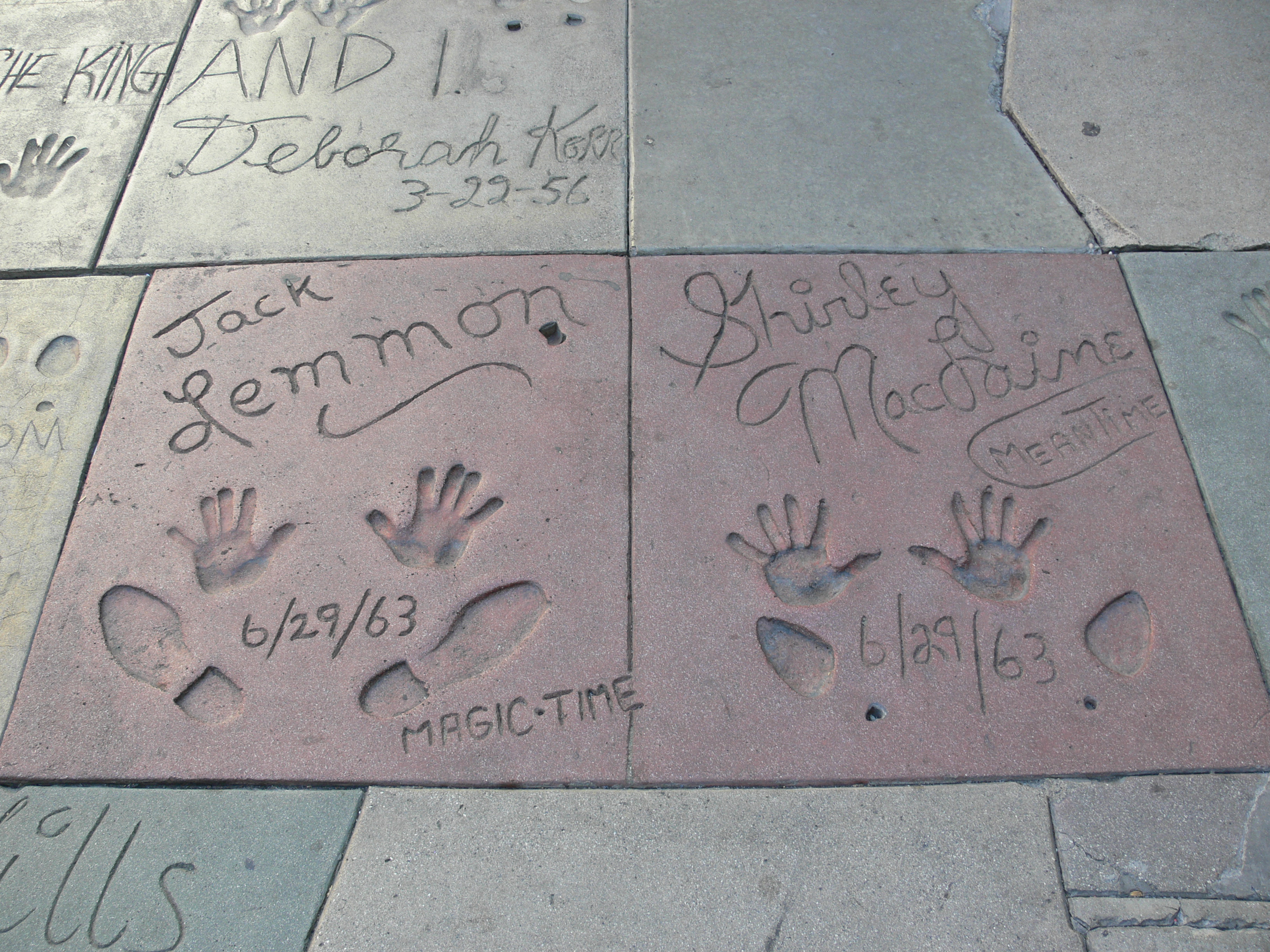
Hand- und Fußabdrücke von Jack Lemmon und Shirley MacLaine im Hof von Grauman’s Chinese Theatre in Hollywood (datiert 1963)

- 1952: Heaven for Betsy (Fernsehserie)
- 1954: The Road of Life (Fernsehserie)
- 1954: Die unglaubliche Geschichte der Gladys Glover (It Should Happen to You)
- 1954: Eine glückliche Scheidung (Phffft!)
- 1955: Liebe im Quartett (Three For The Show)
- 1955: Keine Zeit für Heldentum (Mister Roberts)
- 1955: Meine Schwester Ellen (My Sister Eileen)
- 1956: Ohne Liebe geht es nicht (You Can’t Run Away From It)
- 1957: Spiel mit dem Feuer (Fire Down Below)
- 1957: Selten so gelacht (Operation Mad Ball)
- 1958: Cowboy
- 1958: Meine Braut ist übersinnlich (Bell, Book and Candle)
- 1959: Manche mögen’s heiß (Some Like It Hot)
- 1959: Mit mir nicht, meine Herren (It Happened to Jane)
- 1960: Das Appartement (The Apartment)
- 1960: Auf schrägem Kurs (The Wackiest Ship in the Army)
- 1962: Noch Zimmer frei (The Notorious Landlady)
- 1962: Die Tage des Weines und der Rosen (Days of Wine and Roses)
- 1963: Das Mädchen Irma la Douce (Irma la Douce)
- 1963: Ein Ehebett zur Probe (Under The Yum-Yum Tree)
- 1964: Leih mir deinen Mann (Good Neighbour Sam)
- 1965: Wie bringt man seine Frau um? (How to Murder Your Wife)
- 1965: Das große Rennen rund um die Welt (The Great Race)
- 1966: Der Glückspilz (The Fortune Cookie)
- 1967: Versuch’s doch mal mit meiner Frau (Luv)
- 1968: There Comes A Day
- 1968: Ein seltsames Paar (The Odd Couple)
- 1969: Ein Frosch in Manhattan (The April Fools)
- 1970: Nie wieder New York (The Out-of-Towners)
- 1971: Opa kann’s nicht lassen (Kotch) (als Regisseur)
- 1972: Der Krieg zwischen Männern und Frauen (The War Between Men And Women)
- 1972: Avanti, Avanti! (Avanti!)
- 1973: Save the Tiger
- 1974: Wednesday
- 1974: Extrablatt (The Front Page)
- 1974: Das Nervenbündel (The Prisoner of Second Avenue)
- 1976: The Entertainer (Fernsehfilm)
- 1976: Liebe und andere Verbrechen (Alex And The Gypsy)
- 1977: Verschollen im Bermuda-Dreieck (Airport ’77)
- 1979: Das China-Syndrom (The China Syndrome)
- 1980: Ein Sommer in Manhattan (Tribute)
- 1981: Buddy Buddy
- 1982: Vermißt (Missing)
- 1984: Die Auseinandersetzung (Mass Appeal)
- 1985: Macaroni (Maccheroni)
- 1986: That’s Life! So ist das Leben (That’s Life!)
- 1988: Der Fall Mary Phagan (The Murder of Mary Phagan, Fernsehfilm)
- 1989: Dad
- 1991: JFK – Tatort Dallas (JFK)
- 1992: Noch mehr Ärger mit Jack (For Richer, for Poorer, Fernsehfilm)
- 1992: The Player
- 1992: Glengarry Glen Ross
- 1993: Short Cuts
- 1993: Ein verrücktes Paar (Grumpy Old Men)
- 1995: Die Grasharfe (The Grass Harp)
- 1995: Der dritte Frühling – Freunde, Feinde, Fisch & Frauen (Grumpier Old Men)
- 1996: Schwer verdächtig (Getting Away With Murder)
- 1996: Ein Präsident für alle Fälle (My Fellow Americans)
- 1996: Hamlet
- 1997: Tango gefällig? (Out To Sea)
- 1997: Die 12 Geschworenen (12 Angry Men, Fernsehfilm)
- 1998: Puppies for Sale (Kurzfilm)
- 1998: Immer noch ein seltsames Paar (The Odd Couple II)
- 1999: Wer Sturm sät (Inherit the Wind, Fernsehfilm)
- 1999: Dienstags bei Morrie (Tuesdays with Morrie, Fernsehfilm)
- 2000: Die Legende von Bagger Vance (The Legend of Bagger Vance, Erzähler, nicht in den Credits)

## Auszeichnungen
Jack Lemmon ist einer der meistausgezeichneten Schauspieler der Filmgeschichte.
Oscar
- 1956: Auszeichnung als bester Nebendarsteller für Keine Zeit für Heldentum
- 1960: Nominierung als bester Hauptdarsteller für Manche mögen’s heiß
- 1961: Nominierung als bester Hauptdarsteller für Das Appartement
- 1963: Nominierung als bester Hauptdarsteller für Die Tage des Weines und der Rosen
- 1974: Auszeichnung als bester Hauptdarsteller für Save the Tiger
- 1980: Nominierung als bester Hauptdarsteller für Das China-Syndrom
- 1981: Nominierung als bester Hauptdarsteller für Ein Sommer in Manhattan
- 1983: Nominierung als bester Hauptdarsteller für Vermißt

Emmy Award
- 1972: Auszeichnung für „Herausragendes Varieté-, Musik- oder Comedyspecial“ als Moderator von 'S Wonderful, 'S Marvelous, 'S Gershwin
- 1976: Nominierung als herausragender Hauptdarsteller in einem Drama- oder Comedyspecial für The Entertainer
- 1988: Nominierung als herausragender Hauptdarsteller in einer Miniserie oder einem Special für Der Fall Mary Phagan
- 1998: Nominierung als herausragender Hauptdarsteller in einer Miniserie oder einem Fernsehfilm für Die 12 Geschworenen
- 1999: Nominierung als herausragender Hauptdarsteller in einer Miniserie oder einem Fernsehfilm für Wer Sturm sät
- 2000: Auszeichnung als herausragender Hauptdarsteller in einer Miniserie oder einem Fernsehfilm für Dienstags bei Morrie

Golden Globe
- 1960: Auszeichnung als bester Hauptdarsteller in einer Komödie/Musical für Manche mögen’s heiß
- 1961: Auszeichnung als bester Hauptdarsteller in einer Komödie/Musical für Das Appartement
- 1963: Nominierung als bester Hauptdarsteller in einem Drama für Die Tage des Weines und der Rosen
- 1964: Nominierung als bester Hauptdarsteller in einer Komödie/Musical für Das Mädchen Irma la Douce
- 1964: Nominierung als bester Hauptdarsteller in einer Komödie/Musical für Ein Ehebett zur Probe
- 1966: Nominierung als bester Hauptdarsteller in einer Komödie/Musical für Das große Rennen rund um die Welt
- 1969: Nominierung als bester Hauptdarsteller in einer Komödie/Musical für Ein seltsames Paar
- 1971: Nominierung als bester Hauptdarsteller in einer Komödie/Musical für Nie wieder New York
- 1973: Auszeichnung als bester Hauptdarsteller in einer Komödie/Musical für Avanti, Avanti!
- 1974: Nominierung als bester Hauptdarsteller in einem Drama für Save the Tiger
- 1975: Nominierung als bester Hauptdarsteller in einer Komödie/Musical für Extrablatt
- 1980: Nominierung als bester Hauptdarsteller in einem Drama für Das China-Syndrom
- 1981: Nominierung als bester Hauptdarsteller in einem Drama für Ein Sommer in Manhattan
- 1983: Nominierung als bester Hauptdarsteller in einem Drama für Vermißt
- 1987: Nominierung als bester Hauptdarsteller in einer Komödie/Musical für That’s Life! So ist das Leben
- 1988: Nominierung als bester Hauptdarsteller in einem Fernsehfilm/Mini-Serie für Long Day’s Journey Into Night
- 1989: Nominierung als bester Hauptdarsteller in einem Fernsehfilm/Mini-Serie für Der Fall Mary Phagan
- 1990: Nominierung als bester Hauptdarsteller in einem Drama für Dad
- 1991: Cecil B. deMille Award für sein Lebenswerk
- 1994: Special Award
- 1998: Nominierung als bester Hauptdarsteller in einem Fernsehfilm/Mini-Serie für Die 12 Geschworenen
- 1999: Nominierung als bester Hauptdarsteller in einem Fernsehfilm/Mini-Serie für Dienstags bei Morrie
- 2000: Auszeichnung als bester Hauptdarsteller in einem Fernsehfilm/Mini-Serie für Wer den Wind sät

BAFTA Awards
- 1956: Nominierung als bester ausländischer Hauptdarsteller für Keine Zeit für Heldentum
- 1960: Auszeichnung als bester ausländischer Hauptdarsteller für Manche mögen’s heiß
- 1961: Auszeichnung als bester ausländischer Hauptdarsteller für Das Appartement
- 1964: Nominierung als bester ausländischer Hauptdarsteller für Tage des Weines und der Rosen
- 1966: Nominierung als bester ausländischer Hauptdarsteller für Wie bringt man seine Frau um?
- 1966: Nominierung als bester ausländischer Hauptdarsteller für Leih mir deinen Mann
- 1980: Auszeichnung als bester Hauptdarsteller für Das China-Syndrom
- 1983: Nominierung als bester Hauptdarsteller für Vermißt

Weitere Auszeichnungen und Ehrungen
- 1979: Goldene Palme von Cannes als bester Darsteller für Das China-Syndrom
- 1981: Silberner Bär als Bester Darsteller bei den Internationalen Filmfestspielen Berlin für Ein Sommer in Manhattan
- 1982: Goldene Palme von Cannes als bester Darsteller für Vermißt
- 1986: Career Achievement Award als Preis für sein Lebenswerk des National Board of Review
- 1988: Life Achievement Award als Preis für sein Lebenswerk vom American Film Institute
- 1990: Screen Actors Guild Life Achievement Award für sein Lebenswerk und seine Verdienste um die Schauspielerei
- 1991: Lifetime Achievement Award in Comedy als Preis für sein Lebenswerk als Komödiant des American Comedy Awards
- 1992: National Board of Review als bester Darsteller für Glengarry Glen Ross
- 1992: Semana Internacional de Cine de Valladolid bester Darsteller Zusammen mit Jonathan Pryce, Al Pacino, Ed Harris, Alan Arkin, Kevin Spacey und Alec Baldwin für Glengarry Glen Ross
- 1993: Lifetime Achievement Award als Preis für sein Lebenswerk von der ShoWest Convention
- 1996: Goldener Ehrenbär für sein Lebenswerk bei den Internationale Filmfestspiele Berlin 1996
- 1999: Lifetime Achievement Award als Preis für sein Lebenswerk vom Hollywood Film Festival
- 2000: Hollywood Legend Award des Golden Apple Awards
- 12 Laurel Awards
- 2 David di Donatello
- 2 Volpi Cup vom Filmfestival in Venedig
- Ihm zu Ehren wurde ein Stern auf dem Hollywood Walk of Fame vor der Adresse 6357 Hollywood Blvd eingelassen.

## Dokumentarfilm
- Jack Lemmon – Nobody’s perfect. 53 Min. Regie: Julia Kuperberg und Clara Kuperberg. Frankreich 2020.[9]